# Jan Schánilec
Jan Schánilec (22. října 1941 České Budějovice – 12. října 2014 Praha) byl český herec.

## Život
Jan Schánilec pochází z Českých Budějovic a vyrůstal v rodině profesora a sociální pracovnice. Po maturitě na jedenáctiletce se pokusil o přijímačky na DAMU, ale neuspěl a následně vystřídal několik dělnických profesí. Druhý pokus byl již úspěšný a nakonec na DAMU vystudoval herectví (1966). Hned po dokončení studií nastoupil do Divadla na Vinohradech, kde setrval čtvrtstoletí (1966-1991). Jeho herectví vyniklo v představeních Brouk v hlavě, Nanebevzetí Sašky Krista, Jindřich IV. nebo Pygmalión.
Ještě jako student DAMU se Schánilec objevil v psychologickém dramatu Finský nůž (1965), po nástupu do Vinohradského divadla dostal větší příležitost v komedii Svatba jako řemen (1967), v témže roce pak hrál i v dramatech Dita Saxová (1967) a Já, spravedlnost (1967). Ještě na přelomu 60. a 70. let hrál vedlejší role v několika dalších kvalitních filmech různých žánrů (Slasti otce vlasti, 1969; Petrolejové lampy, 1971), následující roky mu ale přinesly již jen významově zanedbatelné úlohy, navíc vesměs v zapomenutých titulech kriminálního žánru, jeho jméno se objevilo i v titulcích politicky angažovaných filmů. Výjimečně hrál také v komediích (Parta hic, 1976). Ještě méně pak točil v 80. letech, jeho posledním filmem je kontroverzně přijatý titul Čarodějka (1992).
Od počátku své herecké dráhy spolupracoval Schánilec také s televizí, mimo jiné v divadelních představeních zaznamenaných televizní kamerou (Jindřich IV., Brouk v hlavě), ve formátu televizních filmů zaujal především jako Jonathan Harker v klasickém horrorovém příběhu HRABĚ DRAKULA (1970). Počet televizních rolí Jana Schánilce se pohybuje někde kolem čísla 80, až do počátku 90. let hrál v řadě více či méně kvalitních inscenací (KLÍCKA, 1971; GENERÁL CHUDÝCH, 1974; CESTA ZA HVĚZDNÝM PRACHEM, 1986; HODINA OBRANY, 1991). Na televizní obrazovce se divákům připomněl naposledy v seriálu NÁHRDELNÍK (1992).
Když v roce 1991 opustil Schánilec stálé divadelní angažmá, jeho stěžejní pracovní činností se stal především dabing, počet jeho dabingových rolí jde do tisíců, častěji namlouval například Buda Spencera nebo Jacka Nicholsona, jeho hlas zazněl také z řady seriálů (například Dynastie). Daboval i postavu komisaře Maigreta ve stejnojmenném francouzském koprodukčním seriálu, natáčeném od roku 1991, kterou hrál Bruno Cremer.
Nejznámější jeho činností byl dabing, kde daboval Buda Spencera nebo Jacka Nicholsona. Na konci 90. let založil vlastní dabingovou agenturu, ve které hlavně režíroval seriály i filmy.